# Cephenemyia jellisoni
Cephenemyia jellisoni   - owad z  rodziny gzowatych.  Jego larwy pasożytują na Odocoileus hemionus columbianus oraz na jeleniu  wirginijskim (Odocoileus  virginianus).